# Shamil Tarpischev
Shamil Tarpischev (en russe : Шамиль Анвярович Тарпищев, transcription française : Chamil Anvyarovitch Tarpichtchev), né le 7 mars 1948 à Moscou (alors en URSS), est un ancien joueur de tennis soviétique, devenu entraîneur et dirigeant sportif.
Capitaine de longue date de l'équipe de Russie de Coupe Davis, il est aussi membre du Comité international olympique depuis 1994 et président de la Fédération russe de tennis depuis 1999.

## Biographie
Shamil Tarpischev a étudié à l'Institut central de culture physique de Moscou. Il est diplômé d'un doctorat en philosophie. Membre de l'équipe nationale d'Union Soviétique, il a fait trois incursions sur le circuit professionnel et a notamment atteint le troisième tour des Internationaux d'Italie en 1973, après un succès sur Jaime Fillol, membre du top 20.
En 1974, il remplace Sergey Andreev pour diriger l'équipe d'Union Soviétique de Coupe Davis. En 1988, il fait la connaissance de Boris Eltsine et devient son professeur de tennis. Il quitte un temps son capitanat pour devenir en 1992 conseiller d'Eltsine, entretemps devenu Président de la Russie, sur les questions d'éducation physique et les affaires sportives, puis Ministre des Sports en 1994. Après quatre ans d'absence, il reprend son poste à la tête de l'équipe russe en 1996. Sous son capitanat, l'équipe a remporté à trois reprises la compétition en 2002, 2006 et 2021. Avec plus de 100 rencontres dirigées, il est le capitaine le plus prolifique de l'histoire de la Coupe Davis. Il est notamment connu pour son rôle durant la finale de la Coupe Davis 2002 où il persuade Mikhail Youzhny de jouer le cinquième match décisif où il battra Paul-Henri Mathieu. Il se fait aussi remarquer en 2006 en écartant Nikolay Davydenko pourtant n°3 mondial lors de la demi-finale contre les Américains. À sa place, il sélectionne Youzhny qui bat James Blake, puis Dmitri Toursounov le dimanche qui battra Andy Roddick 17-15 au cinquième set.
Il a également dirigé l'équipe d'Union Soviétique en Coupe de la Fédération entre 1978 et 1980, puis l'équipe russe en Fed Cup entre 2000 et 2014. Couronné de quatre succès en cinq ans entre 2004 et 2008, il est remplacé par l'ancienne joueuse Anastasia Myskina.
Président du conseil d'administration du Comité olympique russe depuis 1994, il devient membre du Comité international olympique en 1996. En 2017, il est réélu pour un mandat de 8 ans. Il dirige en outre le conseil d'administration de la Coupe du Kremlin depuis 1997. Il conseille à partir de cette date le maire de Moscou Iouri Loujkov en matière de politique sportive. Depuis 2008, il est aussi conseiller des présidents Dmitri Medvedev puis Vladimir Poutine pour l’éducation physique et les sports.

### Controverses
Durant son mandat de Ministre des sports, Shamil Tarpischev était connu pour ses liens avec des membres du crime organisé tels qu'Anton Malevski et Mikhaïl Tchernoï. Il a été écarté du gouvernement à la suite d'une lutte d'influence menée par Anatoli Tchoubaïs. Il était également à la tête d'un Fonds national des sports, dissimulant en réalité un trafic d'alcool et de cigarettes lié à la mafia. Soupçonné de détournement financier à hauteur de 8 milliards de dollars, il a été démis de ses fonctions officielles.
Le 18 octobre 2014, il écope d'une amende de 25 000 dollars et d'un an de suspension du WTA Tour pour avoir comparé les sœurs Williams à des hommes lors d'un talk-show. Il présente ses excuses le lendemain en déclarant que les propos avaient été sortis de leur contexte et qu'il n'avait aucune intention malveillante. Il a ensuite été contacté par le CIO afin de fournir plus d'explications.

## Palmarès

### Coupe Davis

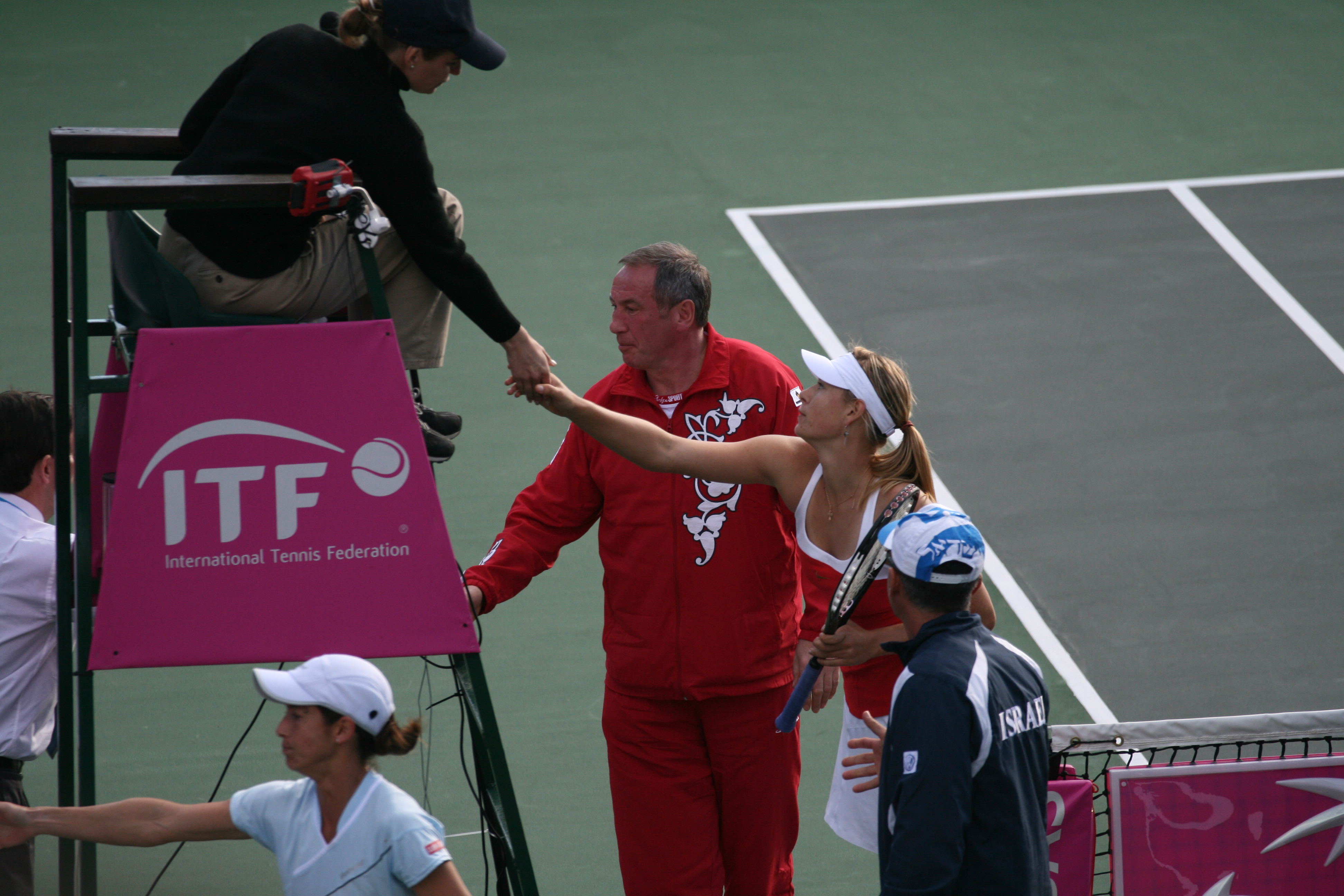
Shamil Tarpischev et Maria Sharapova lors de la Fed Cup 2008.

- 2002 :  France -  Russie - 2 : 3
- 2006 :  Russie -  Argentine - 3 : 2
- 2021 :  Russie -  Croatie - 2 : 0

### Fed Cup
- 2004 :  Russie -  France - 3 : 2
- 2005 :  France -  Russie - 2 : 3
- 2007 :  Russie -  Italie - 4 : 0
- 2008 :  Espagne -  Russie - 0 : 4

## Récompenses et décorations
- Prix sportif national Slava en 2003 en tant que meilleur entraîneur
- Ordre du Mérite pour la Patrie, 2e rang en 2004
- Ordre du Mérite pour la Patrie, 4e rang en 2008
- Golden Achievement Award en 2012 par la Fédération internationale de tennis pour services rendus au tennis
- Ordre de l'Honneur
- Ordre de l'Amitié